# Várong
Várong község Tolna vármegyében, a Dombóvári járásban. 663 hektáros kiterjedésével a megye harmadik legkisebb közigazgatási területű települése.

## Fekvése
Tolna vármegye nyugati szegélyén található; tájéka szervesen kapcsolódik a külső-somogyi dombvidékhez, amely épp e környéken éri el egyik legmagasabb pontját. Várong ezen dombok déli oldalán, Törökkoppánytól mintegy 5 kilométerre délre helyezkedik el, a hajdani Körtvélyesi-patak nyugati dombhajlatán.
Bár a közigazgatási területén keresztülhalad a Kocsola-Igal közti 6507-es út, lakott területe vonatkozásában zsákfalunak tekinthető, emiatt nehezen közelíthető meg, központjába csak a 65 155-ös út vezet. Amióta azonban elkészült a Lápafőt Dombóvárral összekötő út felújítása, jóval lerövidült a Várongra való eljutás menetideje is.
A településen magas a zöldterületek aránya, közterületeire a parkosítás, fásítás jellemző.

## Története
Várong határának egy része a két háború között megtartott Hunyadi-birtokok parcellázása következtében átnyúlt Somogyba is. A 18. század elejétől ismert olyan adat is, amely a falut Somogy vármegyébe helyezi. A Várong körüli települések valamikor mezővárosok voltak: Szakcs, Tamási, Somogyszil a századfordulóig fontos céhes iparral és kereskedelemmel rendelkeztek.
A község neve az eddig előkerült történelmi iratok közül Szent István korából kerül elő először írott formában: abban az időben – mint az Györffy György is említi – a királyi testőrség lakhelye volt. Erre utal a falu neve is, mely feltehetőleg a skandináv eredetű Voering szót rejtheti magában; ez későbbi orosz változatban varég formában jelenik meg, jelentése zsoldoskatona, testőr. A falu nevét hasonló módon említi az 1138-ban keletkezett dömösi adománylevél is, amelyben II. Béla és Álmos herceg Várongról harangzókat adományozott a dömösi apátságnak.
Az 1563-1631-ig megmaradt török adóösszeírások adataiból kiderül, hogy a falu folyamatosan lakott maradt, s lakóinak száma a környező településekhez képest sem volt alacsony. A feljegyzésekben rendszeresen 15-18 ház szerepel. Mutatja a falu jelentőségét az is, hogy az 1643. évi missziós jelentésben, amelyet a török területeken tevékenykedő papok készítettek, Várongot plébániaközpontként vették számba, melyhez Marosd és Szil is tartozott. Ideiglenes elnéptelenedése inkább később, a kuruc harcok idején történhetett. A falu területének a határai is abban az időben zsugorodtak össze, mert szakcsi tanúk vallomásaiból is kiderült, hogy a két falu valaha határos volt, de a lápafőiek erőszakkal elfoglalták a földterület nagy részét.
1734. május 31. sorsdöntő nap volt Várong életében, ugyanis ezen a napon adta ki Keresztesi János göllei plébános azt a szállólevelet, aminek hatására újraindult az élet Várongon. Ezután kerülhetett sor az irtásokra, a falu lakói viszonylag kedvező helyzetben éltek. Ezt mutatja 1744-ből egy bizottság jelentése is, amelyik a települési szerződésüket is megtekintette. Az irtásokat és a határ megtisztításának, a mezőgazdaság kialakításának nehéz munkáját a várongiak 1734 és 1767 között végezték el. Ebben az időszakban alakult ki a két nyomásos gazdálkodási rendszer is. A lakossága már ekkor katolikus volt, anyagi erejét is mutatta, hogy 1752-1759-ig felépítették a barokk stílusú templomot.

### Jelene
A falu lakóinak száma 2001-es adatok alapján 248 fő volt, de laktak itt a XX. század elején még 500-an is. A háztartások száma 102 lakás volt, a falu lakosságának 89%-a magyar, 10% roma, 1% sváb származású volt. A nyugdíjasok száma 55 fő, 30% csecsemő, óvodás. 10% munkanélküli, csupán 20% az aktív kereső. Az óvodás gyerekek Lápafőre jártak, egészen 2007 tavaszáig, amikor is az intézmény bezárt, a gyermekhiány miatt, az oda járó ovisokat pedig Szakcsra vitték át. Az általános iskolások szintén Szakcsra járnak át.
Várong belterületi útjai 100%-ban szilárd burkolatúak, állapotukon azonban lehetne javítani. A tömegközlekedés gyér, csak buszok járnak a településre, azok is ritkán.

## Közélete

### Polgármesterei
- 1990–1994: Tancsik József (független)[4]
- 1994–1998: Brunner Dezső (független)[5]
- 1998–2002: Brunner Dezső (független)[6]
- 2002–2006: Brunner Dezső (független)[7]
- 2006–2010: Brunner Dezső (független)[8]
- 2010–2014: Brunner Dezső (független)[9]
- 2014–2019: Brunner Dezső (független)[10]
- 2019–2024: Brunner Dezső (független)[11]
- 2024– : Szőke Szabolcs (független)[1]

## Népesség
A település népességének változása:
| Lakosok száma | 152  | 157  | 156  | 97   | 120  | 112  | 106  |
|               | 2013 | 2014 | 2015 | 2021 | 2022 | 2023 | 2024 |

A 2011-es népszámlálás során a lakosok 97,2%-a magyarnak, 2,8% németnek mondta magát (0,7% nem nyilatkozott; a kettős identitások miatt a végösszeg nagyobb lehet 100%-nál). A vallási megoszlás a következő volt: római katolikus 50,3%, református 11,2%, evangélikus 0,7%, felekezeten kívüli 17,5% (19,6% nem nyilatkozott).
2022-ben a lakosság 79,2%-a vallotta magát magyarnak, 7,5% németnek, 1,7% horvátnak, 0,8% cigánynak, 2,5% egyéb, nem hazai nemzetiségűnek (14,2% nem nyilatkozott; a kettős identitások miatt a végösszeg nagyobb lehet 100%-nál). Vallásuk szerint 31,7% volt római katolikus, 9,2% református, 1,7% evangélikus, 0,8% görög katolikus, 12,5% felekezeten kívüli (44,2% nem válaszolt).

## Nevezetességei
- Kaktuszgyűjtemény – kb. 6000 példány
- Katolikus templom – 1752-1759-ig épült, barokk stílusú műemlék
- Takács Lajos néprajztudós emléktáblája – Szülőházának falán található (Fő u. 18.)
- Patkó kút
- Várong panzió
- Faluház